# Mê cung Gương trên đồi Petřín
Mê cung Gương trên đồi Petřín (tiếng Séc: Zrcadlové bludiště na Petříně) là một trong những địa điểm thu hút du khách ở Praha. Mê cung gương này tọa lạc ở trên đồi Petřín, gần tháp Petřín, thuộc địa phận Phố nhỏ Praha, Cộng hòa Séc. Công trình này có tên trong danh sách các di tích văn hóa cấp quốc gia.

## Lịch sử
Mê cung Gương trên đồi Petřín được xây dựng vào năm 1891 dựa theo thiết kế của kiến trúc sư người Séc Quido Bělský. Câu lạc bộ khách du lịch Séc là tổ chức đã xây dựng và giới thiệu mê cung này tại Triển lãm Jubilee ở Praha năm 1891.

## Mô tả
Ở khu vực hành lang của mê cung có 38 tấm gương lớn được gắn trên các bức tường. Vị trí đặt các tấm gương được thiết kế kĩ lưỡng để tạo ra những hiệu ứng thị giác kì diệu. Du khách có thể chiêm ngắm bản thân ở nhiều góc độ, và đôi khi còn thấy bản thân thay đổi bộ dáng khi đang soi một số tấm gương đặc biệt. Ngoài ra, trong mê cung gương còn có một diorama (bức tranh, hoặc hình ảnh hoặc mô hình đa chiều) về cảnh tượng chiến đấu của người dân Praha với người Thụy Điển trên cầu Charles vào năm 1648. Đây là tác phẩm của các họa sĩ người Séc: Adolf Liebsche, Karel Liebscher và Vojtěch Bartoňek.

## Hình ảnh

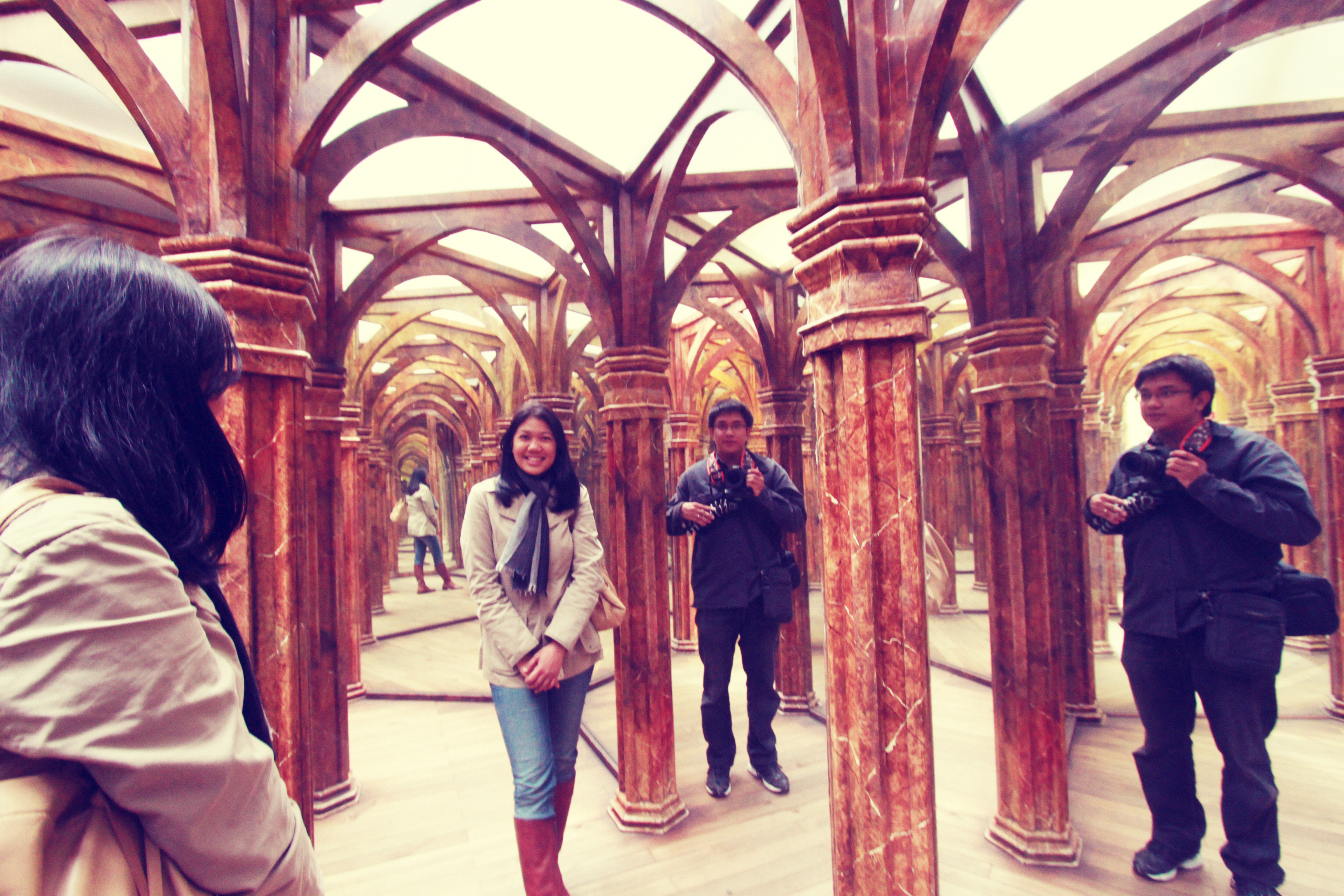
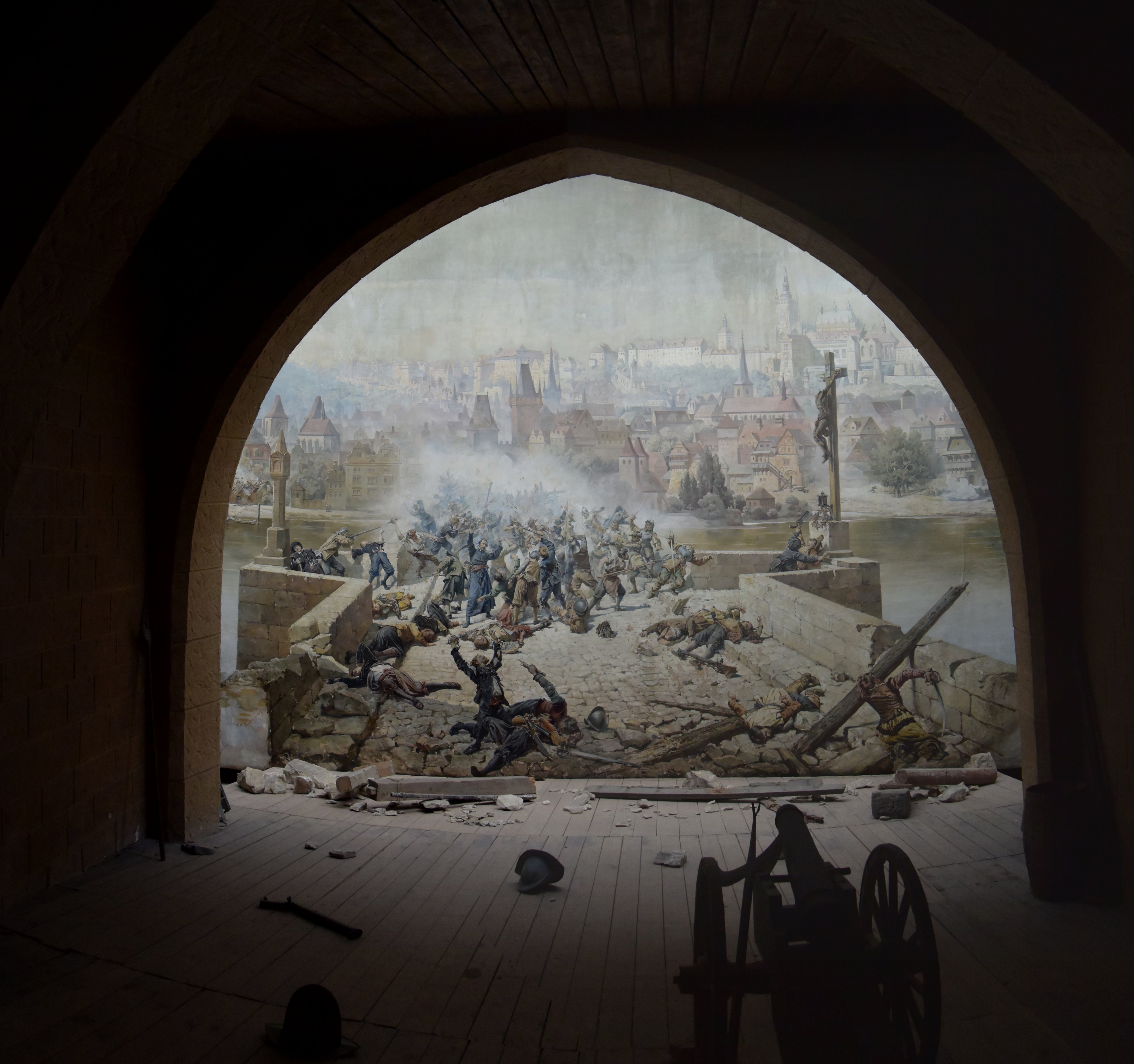
Diorama bên trong mê cung
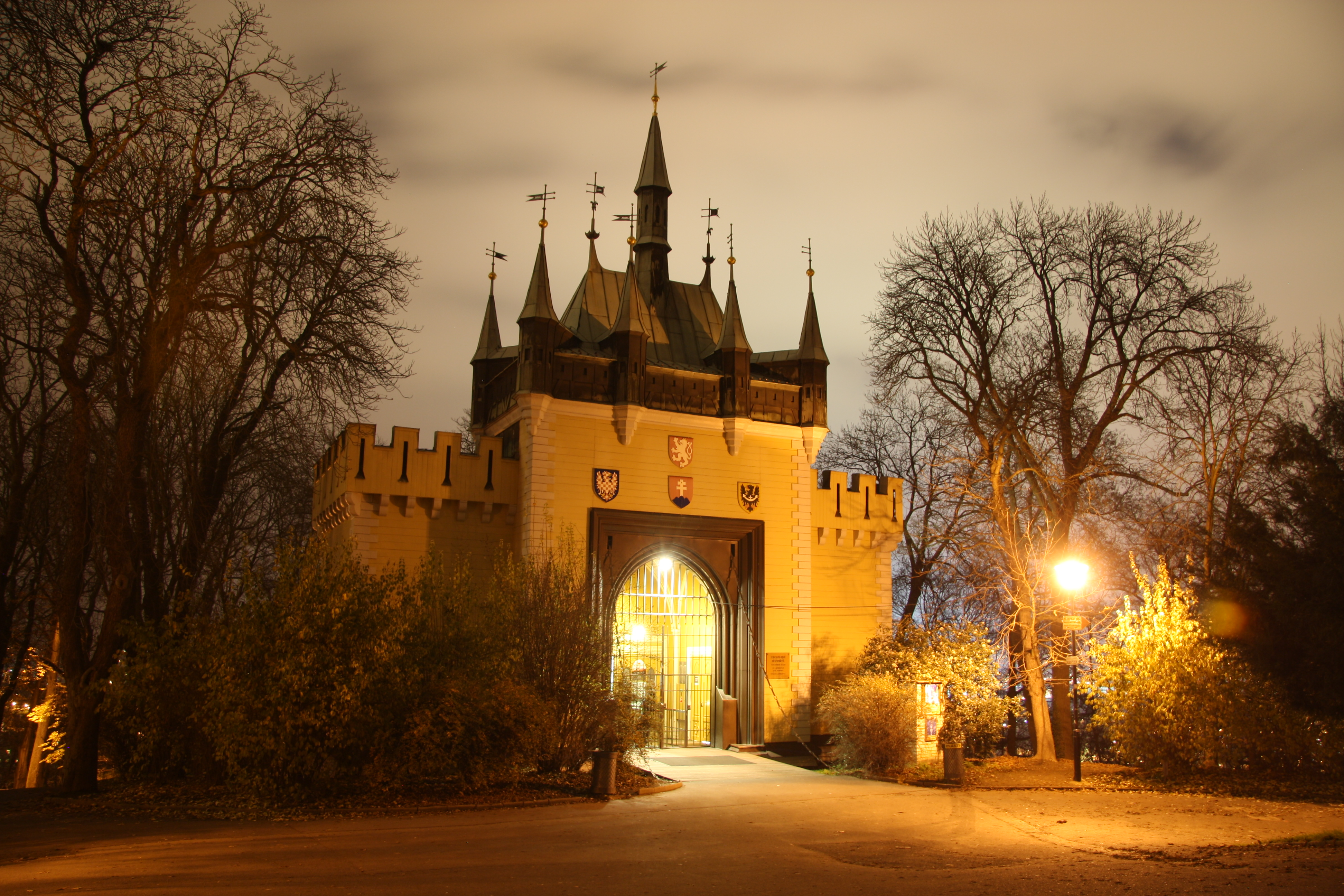